# Бояровка
Боя́ровка (рос. Бояровка) — село у складі Домбаровського району Оренбурзької області, Росія.

## Населення
Населення — 124 особи (2010; 174 у 2002).
Національний склад (станом на 2002 рік):
- казахи — 96 %